# Basilius Sinner
Basilius Sinner (* 15. Februar 1745 in Enkenhofen; † 8. März 1827 in Wallerstein) war ein Allgäuer Benediktiner im Kloster St. Mang in Füssen und Erfinder eines  optischen Telegrafen.

## Leben
Basilius Sinner wurde im Westallgäuer Enkenhofen geboren. 1764 legte er im Benediktinerkloster St. Mang in Füssen seine Ordensgelübde ab. 1769 erhielt er die Priesterweihe. Nach einem Studium in Wien und Aufenthalt in Rom kehrte er nach Füssen zurück und lehrte dort und am Lyceum in Freising Theologie, Philosophie, Mathematik und orientalische Sprachen.
Sinner galt als Aufklärer in einer Zeit im Spannungsfeld zwischen der Aufklärung, in deren Folge wissenschaftliches Studium Einzug in die Klöster hielt, und regionalen Bewegungen der religiösen Rückbesinnung, wie der Verehrung der Crescentia Höss oder der Allgäuer Erweckungsbewegung. Nachdem er 1777 vom Augsburger Ordinariat eine scharfe Rüge wegen der Verteidigung allzu freier Thesen erhalten hatte, wollte er das Kloster verlassen und reiste nach Rom, um seine Dispens zu erhalten. Er nahm dann aber Abstand von seinem Plan, kehrte zurück und wurde wieder ins Kloster St. Mang aufgenommen. 1788 geriet er erneut in Schwierigkeiten, weil er aufklärerische Schriften gelesen und wohl auch im Unterricht verwendet hatte, und wurde in Freising als Lehrer entlassen. Er wechselte an die Benediktinerakademie in Salzburg. 1795 kehrte er nach Füssen zurück und lehrte am Stiftsgymnasium Theologie, Naturwissenschaften und Mathematik.
In St. Mang war Sinner der einzig bekannte Benediktiner, den man als Universalgelehrten bezeichnen kann. Neben der Erfindung des Telegrafen verfasste er mehrere mathematisch-naturwissenschaftliche, theologische und philologische Schriften. Er arbeitete an der Entzifferung, Übersetzung und Interpretation hebräischer Bibeltexte. Auch erstellte er Kataloge der Handschriften und frühen Druckwerke des Klosters.
1802 wurde das Kloster St. Mang im Zuge der Säkularisation aufgelöst und sein Besitz ging an das Haus Oettingen-Wallerstein. Sinner kam ins Kloster Maihingen. Er betreute für Fürst Kraft Ernst zu Oettingen-Wallerstein dessen Sammlung wissenschaftlicher Instrumente und Maschinen, blieb dann in den Diensten der Wallersteins und wurde Oberbibliothekar und Hofkaplan.

## Telegraf

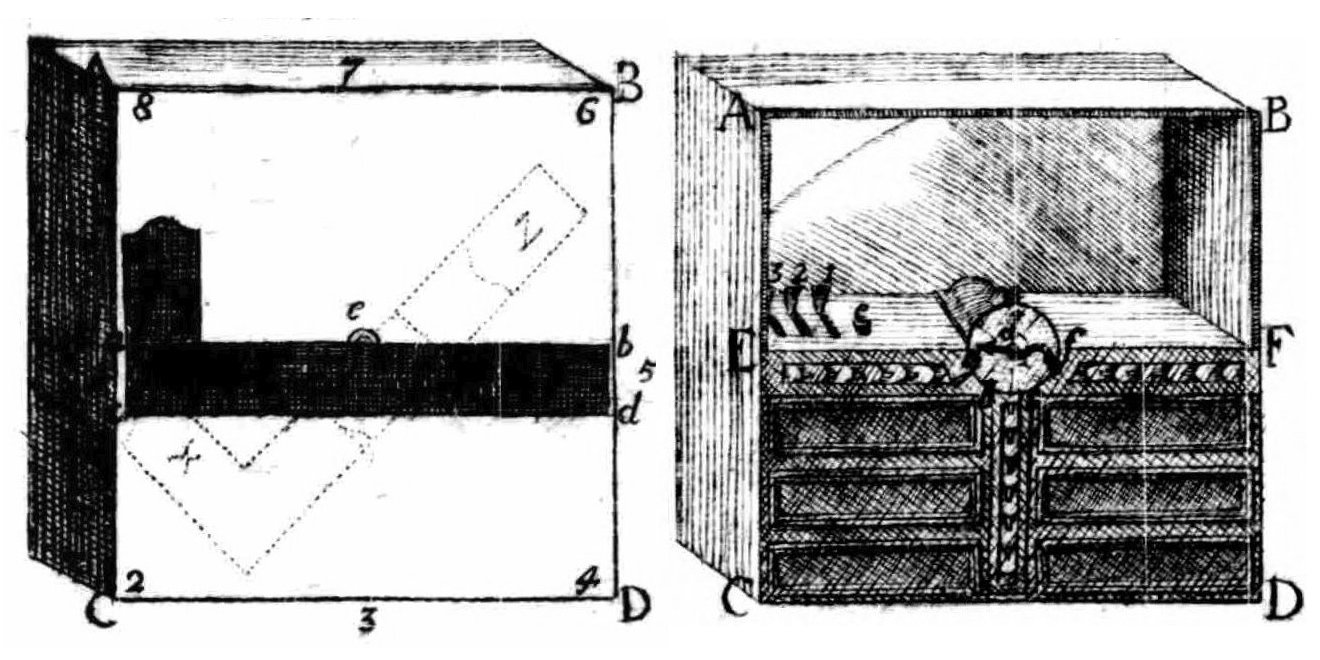
Vorder- und Rückseite des Telegrafen

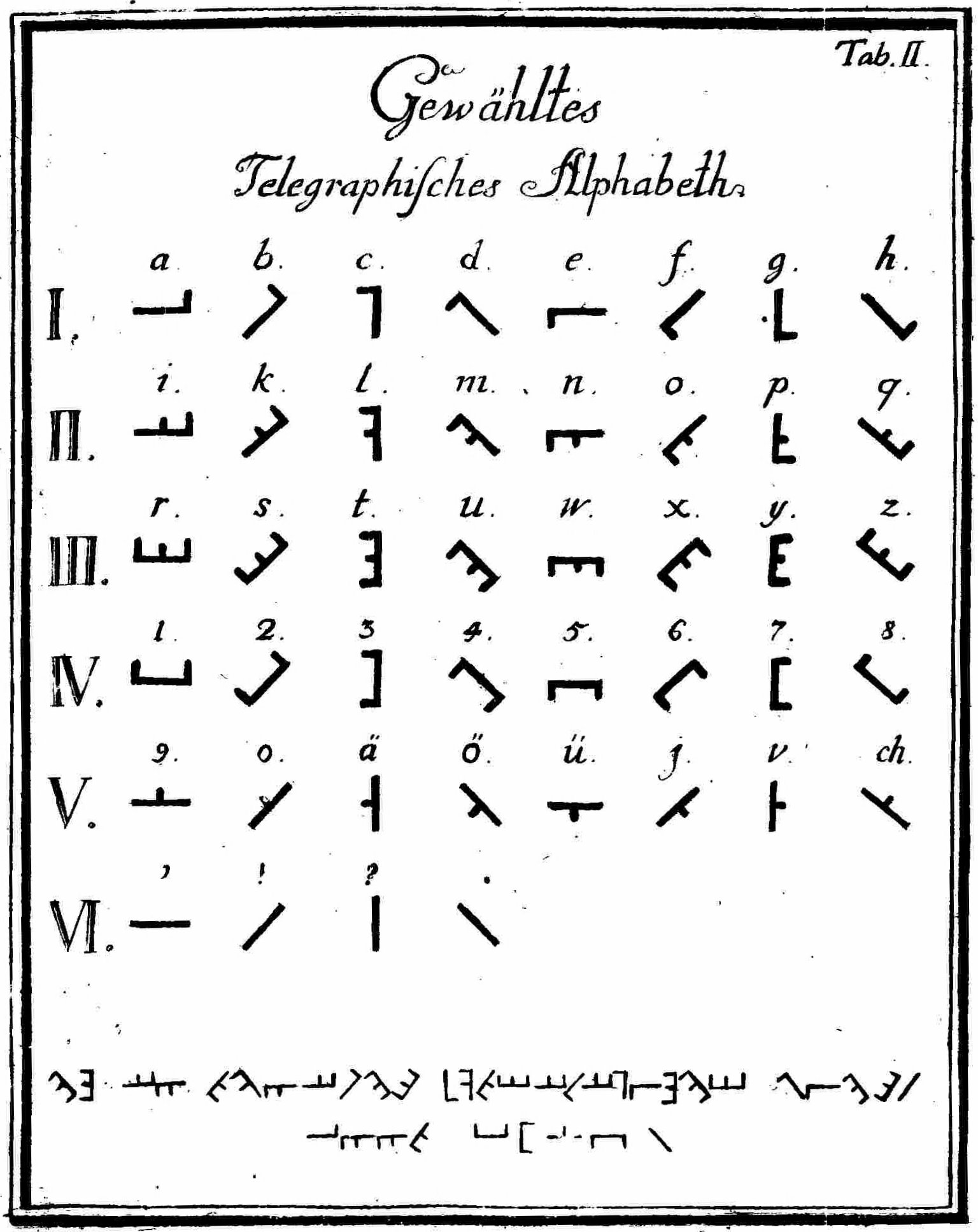
Der Code des Telegrafen

Sinner erfand unabhängig vom französischen Chappe-System einen optischen Telegrafen. Er veröffentlichte seine Erfindung jedoch nicht. Erst nach dem Bekanntwerden des französischen Systems baute er ein Modell seines Systems und stellte es in der Bibliothek von St. Mang auf. Nachdem Clemens Wenzeslaus, Erzbischof und Kurfürst von Trier und Fürstbischof von Augsburg, bei einem Besuch in St. Mang Interesse gezeigt hatte, ließ Sinner 1795 ein größeres und verbessertes Modell bauen. Im selben Jahr beschrieb er seine Erfindung in einer Schrift, die sich an den Bischof wendet und auch der bayerischen Akademie vorgelegt wurde.
Der Telegraf hatte die Form eines Kastens mit einer dem Empfänger zugewandten quadratischen weißen Seitenfläche. Darauf wurden schwarze Zeichen dargestellt, die der Bediener mittels eines mechanischen Systems von der Rückseite aus verändern konnte. Die Zeichen bestanden aus einem Balken, der in 45-Grad-Schritten gedreht werden konnte und drei einseitig rechtwinklig aufklappbare Querbalken hatte. In seiner Schrift erwähnt Sinner auch den Entwurf eines Nacht-Telegrafen, den er aber nicht näher beschreibt.

## Würdigungen
In Füssen-West wurde die Basilius-Sinner-Straße nach Sinner benannt.

## Schriften
- Beschreibung des Telegraphen welchen P. Basilius Sinner Benediktiner zu St. Mang in Füssen in der dasigen Bibliothecke aufgestellt hat. Füssen 1795 (wikisource.org).